# 27 février dans les chemins de fer
27 janvier 27 mars
Chronologies thématiques
- Croisades
- Sports
- Disney

Cette page concerne les événements qui se sont déroulés un 27 février dans les chemins de fer.

## Événements

### XXesiècle
- 1987 France : dernières circulations des automotrices Z sur la Ligne B du RER d'Île-de-France, soit cinquante ans après l'apparition de ce matériel sur la ligne de Sceaux. Sa dernière mission voyageurs, sous code LOTA, fut de Gare du Nord à Orsay-Ville.